# Tipula cimmeria
Tipula cimmeria är en tvåvingeart som beskrevs av Paul Gustav Eduard Speiser 1909.
Tipula cimmeria ingår i släktet Tipula och familjen storharkrankar. Inga underarter finns listade i Catalogue of Life.